# Chi Táu
Chi Táu (danh pháp khoa học: Vatica, đồng nghĩa: Pachynocarpus J. D. Hooker; Retinodendron Korthals (1840), không Zenker (1833) [Fossil]; Sunaptea Griffith.) là một chi thực vật trong họ Dầu (Dipterocarpaceae).

## Đặc điểm
Cây gỗ của tầng vòm hay tầng thấp, nhựa mủ màu trắng. Vỏ cây màu xám, nhẵn, thường với các khía hình khuyên. Các lá kèm sớm rụng, nhỏ; phiến lá như da, gân lá hình lông chim, các gân tam cấp dạng mắt lưới dễ thấy, mép lá nguyên. Hoa mọc ở nách lá hay đầu cành dạng chùy, thường có lông tơ xòe hình sao. Ống tràng ngắn; các lá đài lợp hẹp, cân đối hay gần cân đối. Cánh hoa màu trắng, thường với nét màu hoa cà, có lưỡi bẹ, lớn, rụng tách biệt. Nhị hoa 15; chỉ nhị không đều, mập; bao phấn hình elipxoit; phần phụ liên kết ngắn, tù. Bầu nhụy hình trứng, có lông tơ; vòi nhụy hình trụ, ngắn; núm nhụy hình đầu hay nón, nhô lên, nguyên hay có răng cưa. Quả kiên hình cầu hay elipxoit, chứa 1- 2 hạt; các múi của đài hoa đều hay không đều, với 2 múi phát triển thành cánh dài.

## Các loài
Khoảng 65 loài, phân bố trong khu vực đông và nam Ấn Độ, Campuchia, Indonesia, Lào, Malaysia, Myanma, Philippines, Sri Lanka, Thái Lan, Trung Quốc và Việt Nam.
Danh sách này chỉ là một phần các loài và có thể chưa hoàn chỉnh:
| - Vatica affinis Thwaites - Vatica albirams Slooten - Vatica badiifolia P.S.Ashton - Vatica bantamensis (Hassk.) Benth. & Hook.ex Miq. - Vatica bella Slooten - Vatica borneensis Burck - Vatica brevipes P.S.Ashton - Vatica brunigii P.S.Ashton - Vatica cauliflora P.S.Ashton - Vatica chartacea P.S.Ashton - Vatica chinensis Linn - Vatica cinerea King: Làu táu, táu nước - Vatica compressa P.S.Ashton - Vatica congesta P.S.Ashton - Vatica coriacea P.S.Ashton - Vatica cuspidata (Ridley) Sym. - Vatica diospyroides Sym.: Táu muối Bắc Bộ - Vatica dulitensis Sym. - Vatica dyeri King không Pierre: Làu táu - Vatica elliptica Foxw. - Vatica endertii Slooten - Vatica flavida Foxw. - Vatica flavovirens Sloot. - Vatica fleuryana Tardieu: Táu muối Nam Bộ - Vatica glabrata P.S.Ashton - Vatica globosa P.S.Ashton - Vatica granulata Slooten - Vatica guangxiensis S.L. Mo: Táu Quảng Tây - Vatica havilandii Brandis - Vatica heteroptera Sym. - Vatica hullettii (Ridley) P.S.Ashton - Vatica lanceaefolia Bl. - Vatica lobata Foxw. - Vatica lowii King | - Vatica maingayi Dyer - Vatica mangachapoi Blanco: Táu lá tù - Vatica maritima Sloot. - Vatica micrantha Slooten - Vatica nitens King - Vatca oblongifolia Hook.f. - Vatica obovata Sloot. - Vatica obscura Trimen - Vatica odorata (Griff.) Symington - Vatica pachyphylla Merr. - Vatica pallida Dyer - Vatica parvifolia P.S.Ashton - Vatica patentinervia P.S.Ashton - Vatica pauciflora (Korth.) Blume: Táu ít hoa, táu hoa thưa - Vatica pedicellata Brandis - Vatica pentandra P.S.Ashton - Vatica perakensis King - Vatica philastraena Pierre: Táu nước, làu táu nước - Vatica rassak (Korth.) Blume - Vatica ridleyana Brandis - Vatica rotata P.S.Ashton - Vatica rynchocarpa Ashton - Vatica sarawakensis Heim - Vatica scortechinii (King) Brandis - Vatica soepadmoi Ashton - Vatica stapfiana (King) Sloot. - Vatica teysmanniana Burck - Vatica thorelii Pierre: Táu núi - Vatica tonkinensis A.Chev.: Táu mật, táu lá nhỏ, táu lá duối - Vatica umbonata (Hook.f.) Burck - Vatica venulosa Blume - Vatica vinosa P.S.Ashton - Vatica xishuangbannaensis G.D. Tao & J.H. Zhang: táu Tây-song-bản-bạp |